# João Fernandes do Arco

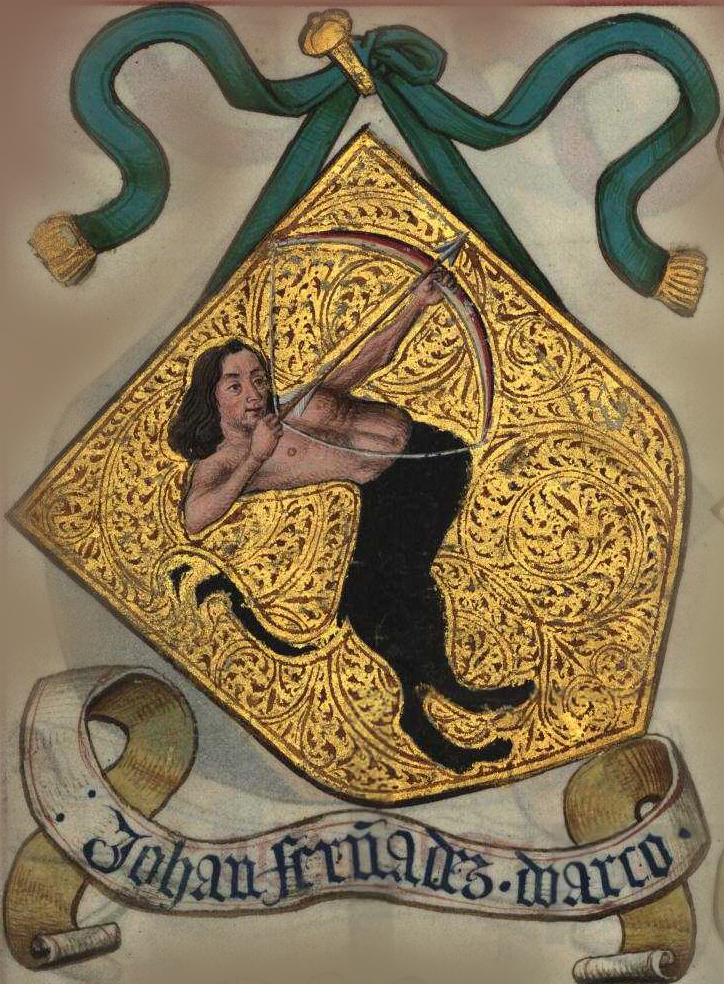
Brasão de João Fernandes do Arco, Livro do Armeiro-Mor, fl.134, João de Cró, ca. 1509.

João Fernandes do Arco (? - 9 de Abril de 1527) foi um nobre português.
De origem plebeia, participou com mérito nas conquistas de Arzila e Tânger em 1471, e noutros feitos no Norte de África, sendo por isso "tirado do número e conto" dos plebeus e nobilitado por D. João II por carta régia de 28 de Fevereiro de 1485, fazendo-o fidalgo de cota de armas, com escudo de "um campo de ouro, e nele um sagitário, a metade que é homem branco, e a metade que é cavalo preto, e o arco de metades, a costa de prata e o de dentro dele vermelho com as empolgadeiras negras, e a corda de prata, e a flecha verde e branca, e o ferro preto". De seus feitos e dos de seus filhos fala Manuel Tomás na sua Insulana, livro 6º, título 70.
Possuía vastas terras e plantações de cana de açúcar, com seu engenho e casa de purgar, no Arco da Calheta, na Ilha da Madeira, onde residia, sendo por este motivo geralmente conhecido por João Fernandes "do Arco".
Casou com Beatriz de Abreu, da qual teve vários filhos e filhas, com ampla descendência muitas vezes apresentada nos nobiliários, como o de Henrique Henriques de Noronha, no título "Andrades do Arco".